# 17615 Takeomasaru
17615 Takeomasaru è un asteroide della fascia principale. Scoperto nel 1995, presenta un'orbita caratterizzata da un semiasse maggiore pari a 3,0998653 UA e da un'eccentricità di 0,1880890, inclinata di 9,04643° rispetto all'eclittica.